# Diana (Kamera)

Diana+

Die Diana ist eine sehr preiswerte Mittelformatkamera aus einem dreiteiligen Plastikgehäuse für 120-mm-Rollfilme.

## Geschichte
Ursprünglich Anfang der 1960er Jahre von der Firma "Great Wall Plastics Factory" in Hongkong in Anlehnung an die AGFA Isoly entwickelt, wurde die Kamera aufgrund ihres geringen Preises schnell ein Exportschlager. Die große Nachfrage führte zu zahlreichen Kopien, welche unter anderen Kameranamen vertrieben wurden. Einige der Kopien sind als Werbegeschenke mit dem Aufdruck namhafter amerikanischer Firmen hergestellt worden, eventuell sogar von "Great Wall Plastics Factory" selbst. Einen Überblick über die Vielfalt der Diana-Kopien bietet die Detrich-Collection.
Der Siegeszug des 35-mm-Kleinbildfilms durch die wachsende Verbreitung der handlicheren Kompaktkameras und die geringe Wiedergabetreue der Fotos verdrängte die Diana Mitte der 1970er Jahre vollständig vom Markt. Ihr Nachfolger, die Holga, wurde hauptsächlich für den chinesischen Markt gefertigt.
Infolge der seit Ende der 1990er Jahre gestiegenen Nachfrage nach lomografischen Kameras, beauftragte die "Lomographische Gesellschaft" 2007 einen chinesischen Hersteller mit der Produktion einer leicht modifizierten Kopie, der "Diana+", die in Europa sowohl direkt (Internetshop), als auch über den Buchhandel bezogen werden kann. Sie besitzt eine zusätzliche Blendeneinstellung 'P' und ein abnehmbares Objektiv, wodurch die Diana+ zu einer Pinhole-Kamera wird.
Geändert wurden auch die Abbildungsformate. Die Diana+ nutzt den 120-mm-Film mit Formaten von 4,2 × 4,2 cm, 4,6 × 4,6 cm und 5,2 × 5,2 cm besser aus als ihr Vorbild (4 × 4 cm).

## Technische Daten der Diana+
- Filmformat: 120er Rollfilm

Blendeneinstellungen der Diana+ auf der Unterseite der Kamera

- Negativgrößen: 5,2 × 5,2 cm (keine Maske, 12 Bilder), 4,6 × 4,6 cm (Panoramamaske, 16 Bilder) und 4,2 × 4,2 cm (kleine Maske, 16 Bilder)
- Blendenwerte: F11 (bedeckt), F16 (teilw. bedeckt), F22 (sonnig) und F150 (Pinhole)
- Belichtungszeiten: 1/60s und Bulb
- Brennweiten: 75 mm Brennweite bzw. Superweitwinkel durch Abnahme des Objektivs und Aufnahme in Pinhole-Einstellung

Die feste Belichtungszeit von 1/60 s und die Blendenwerte sind für die Benutzung von Filmen mit ISO400 gut geeignet, gegebenenfalls kann man mit der Langzeitbelichtung "B" eine längere Belichtung vornehmen, je nach Empfindlichkeit des Films.

## Fotografische Besonderheiten
Neben der eher weichgezeichneten Abbildung durch die Plastiklinse, zeichnen sich Fotos der Diana+ durch eine besonders auffällige Vignettierung aus. Außerdem kommt es durch die fehlende Abdichtung des Plastikrückteils geräteabhängig zu sogenannten „light leaks“. Diese drei Eigenheiten prägen den künstlerischen Charme der Fotos. Daneben gibt es mit dem manuellen Filmtransport die Möglichkeit der Mehrfachbelichtung und Teilbelichtungen (viertel- oder halber Filmhub).

## Modifikationen
Die spielzeughafte Anmutung des Plastikgehäuses und die einfache Mechanik der Diana+ laden zu Basteleien geradezu ein:
- Verwendung mit 35-mm-Kleinbildfilmpatronen[4]
- Erhöhung der Lichtempfindlichkeit (ISO-Boost)[5]
- 360°-Panorama[6]